# Вулиця Миколи Бажана (Харків)
49°57′52″ пн. ш. 36°12′50″ сх. д. / 49.96444° пн. ш. 36.21389° сх. д.
Вулиця Миколи Бажана — розташована в Новобаварському районі міста Харкова. Починається від Москалівської вулиці і в кінці переходить в Горобинову вулицю.
За даними адміністрації Новобаварського району м. Харкова, асфальтобетонне покриття проїжджої частини має площу 5400 м² і довжину близько 770 м.
Вулиця була заснована в ХІХ столітті і спочатку носила назву Олександрівська (Лаврова). 20.09.1936 року рішенням № 55 Президії Харківської міської ради Олександрівську вулицю перейменовано у вулицю Кривомазова на честь більшовика Михайла Кривомазова. В роки німецької влади (1942—1943) вулиці давалося ім'я Кошового Івана Сірка. 25 грудня 2002 року затверджено назву Кривомазівська в реєстрі назв урбанонімів м Харкова.
Розпорядженням харківського міського голови від 02.02.2016 № 7 «Про перейменування об'єктів топоніміки міста Харкова» вулицю Кривомазівську перейменовано на вулицю Миколи Бажана. -toponimiki-mista-kharkova-49203.html[недоступне посилання з червня 2019]
У 1928 році по вулиці почав ходити трамвай, маршрут № 7. В даний час крім трамвая ходить і маршрутне таксі № 112е (від Новоселівки до станції метро Центральний ринок).